# Tall Sikkin
Tall Sikkin (arab. تل سكين) – miejscowość w Syrii, w muhafazie Hama. W 2004 roku liczyła 1963 mieszkańców.